# Lalande-Preis

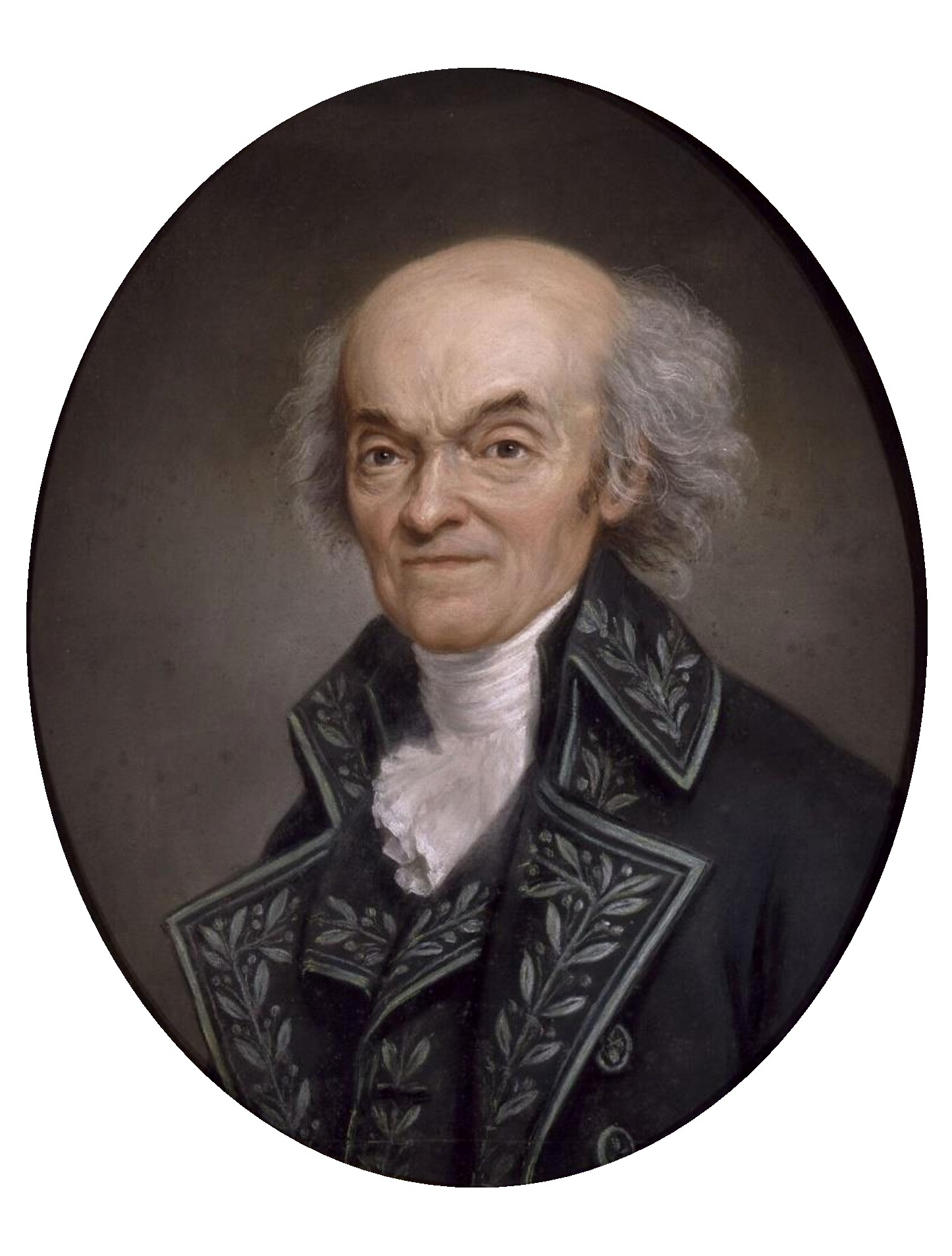
Joseph Jérôme Le Français de Lalande

Der Lalande-Preis (frz. Prix Lalande) ist eine von der Französischen Akademie der Wissenschaften von 1802 bis 1970 verliehene Auszeichnung für astronomische wissenschaftliche Arbeiten.
Im Jahre 1801 überreichte Jérôme Lalande der Akademie der Wissenschaften eine Schenkung, um es ihr zu ermöglichen, jedes Jahr einen Preis an jene Person zu verleihen, „welche die merkwürdigste Beobachtung gemacht oder die für den Fortschritt der Astronomie nützlichste Arbeit verfasst hat, in Frankreich oder anderwärts.“ Dieser Preis wurde bis ins Jahr 1970 verliehen. Er wurde dann mit der Stiftung Benjamin Valz zusammengelegt; der Lalande-Benjamin-Valz-Preis wurde bis 1996 verliehen. 1997 wurde er mit einer Vielzahl anderer Stiftungen zur Grande médaille de l’Académie des sciences zusammengefasst.

## Preisträger
Die folgende (unvollständige) Tabelle listet einige der Preisträger auf:
- 1802: Heinrich Wilhelm Olbers[2]
- 1803: Giuseppe Piazzi
- 1804: Karl Ludwig Harding
- 1806: Jöns Svanberg (1771–1851)
- 1807: Heinrich Wilhelm Olbers
- 1808: Claude Louis Mathieu[3]
- 1809: Carl Friedrich Gauß[3]
- 1810: Siméon Denis Poisson[3]
- 1811: Jabbo Oltmanns, Friedrich Bessel[3]
- 1812: Bernhard von Lindenau[3]
- 1813: Pierre Daussy[3]
- 1814: Giuseppe Piazzi[3]
- 1815: Claude Louis Mathieu[3]
- 1816: Friedrich Bessel[3]
- 1817: John Pond[3]
- 1818: Jean-Louis Pons[3]
- 1819: Joseph Nicollet, Johann Franz Encke[3]
- 1820: Joseph Nicollet, Jean-Louis Pons[3]
- 1821:  nicht verliehen[3]
- 1822:  nicht verliehen[3]
- 1823: Carl Ludwig Christian Rümker, Jean-Félix Adolphe Gambart[3]
- 1824: Marie-Charles-Théodore Damoiseau[3]
- 1825: John Herschel, James South[3]
- 1826: Edward Sabine[3]
- 1827: Jean-Louis Pons, Jean-Félix Adolphe Gambart[3]
- 1828: Francesco Carlini, Giovanni Plana[3]
- 1829: nicht verliehen[3]
- 1830: Jean-Félix Adolphe Gambart, Henri Gambey, Louis-Frédéric Perrelet[3]
- 1831: nicht verliehen[3]
- 1832: Jean-Félix Adolphe Gambart, Benjamin Valz[3]
- 1833: John Herschel[3]
- 1834: George Biddell Airy[3]
- 1835: James Dunlop, P. H. L. Boguslawski (für zwei bzw. einen entdeckten Kometen)[4]
- 1836: Wilhelm Beer, Johann Heinrich von Mädler (für ihre Mondkarte)[5]
- 1837: Henri Guinand (für die Herstellung schlieren- und blasenfreien Flintglases)[6]
- 1838: Brousseaud (für eine Arbeit zur Gradmessung)[7]
- 1839: Johann Gottfried Galle (für drei innerhalb von 97 Tagen entdeckte Kometen und ihre Bahnbestimmung)[8]
- 1840: Carl Bremiker (für einen entdeckten Kometen)[9]
- 1841: nicht verliehen[10]
- 1842: Paul Auguste Ernest Laugier
- 1843: Victor Mauvais (für die Entdeckung eines Kometen)[11]
- 1843: Hervé Faye
- 1844: Francesco de Vico (für einen entdeckten Kometen),[12] Heinrich Louis d’Arrest (für einen entdeckten Kometen)[13]
- 1845: Karl Ludwig Hencke (für die Entdeckung des Kleinplaneten Astraea)[14]
- 1846: Johann Gottfried Galle (für die Entdeckung des Planeten Neptun)[15]
- 1847: Karl Ludwig Hencke (für die Entdeckung des Kleinplaneten Hebe),[16] John Russell Hind (für die Entdeckung der beiden Kleinplaneten Iris und Flora)[17]
- 1848: Andrew Graham (für die Entdeckung des Kleinplaneten Metis)[18]
- 1849: Annibale De Gasparis (für die Entdeckung des Kleinplaneten Hygiea)[19]
- 1850: John Russell Hind (für die Entdeckung des Kleinplaneten Victoria)[20]
- 1851: John Russell Hind und Annibale De Gasparis (für die Entdeckung der Kleinplaneten Irene bzw. Eunomia)[21]
- 1852: John Russell Hind (für seine Entdeckungen),[22] Annibale De Gasparis (für die Entdeckung von Kleinplaneten),[23] Robert Luther, Jean Chacornac (für einen entdeckten Kleinplaneten),[24] Hermann Goldschmidt (für die Entdeckung eines Kleinplaneten)[25]
- 1853: Jean Chacornac (für die Entdeckung des Kleinplaneten Phocaea),[26] Annibale De Gasparis (für die Entdeckung der Kleinplaneten Themis und Phocaea),[27] John Russell Hind (für die Entdeckung der Kleinplaneten Thalia und Euterpe),[28]
- 1854: Jean Chacornac (für die Entdeckung des Kleinplaneten Polyhymnia),[29] Robert Luther, Albert Marth, John Russell Hind (für die Entdeckung des Kleinplaneten Urania),[30] James Ferguson (für die Entdeckung des Kleinplaneten Euphrosyne),[31] Hermann Goldschmidt (für die Entdeckung des Kleinplaneten Pomona)[32]
- 1855: Jean Chacornac (für die Entdeckung des Kleinplaneten Circe),[33] Robert Luther, Hermann Goldschmidt (für die Entdeckung des Kleinplaneten Atalante)[34]
- 1856: Jean Chacornac (für die Entdeckung der Kleinplaneten Leda und Laetitia),[35] Norman Robert Pogson, Hermann Goldschmidt (für die Entdeckung der Kleinplaneten Harmonia und Daphne)[36]
- 1857: Hermann Goldschmidt (für seine astronomischen Entdeckungen),[37] Karl Christian Bruhns
- 1858: Joseph Jean Pierre Laurent (für die Entdeckung des Kleinplaneten Nemausa),[38] Hermann Goldschmidt (für seine astronomischen Entdeckungen),[39] George Mary Searle, Horace Parnell Tuttle, August Winnecke, Giambattista Donati[40]
- 1860: Jean Chacornac (für die Entdeckung eines Kleinplaneten),[41] James Ferguson (für die Entdeckung eines Kleinplaneten),[42] Wilhelm Foerster und Otto Lesser (für ihre Entdeckung des Kleinplaneten Erato),[43] Robert Luther, Hermann Goldschmidt (für die Entdeckung des Kleinplaneten Danaë)[44]
- 1861: Wilhelm Tempel, Robert Luther, Hermann Goldschmidt (für die Entdeckung zweier Kleinplaneten)[45]
- 1862: Alvan Graham Clark (für die Entdeckung von Sirius B)[46]
- 1863: Jean Chacornac (für die von ihm angefertigten Himmelskarten)[47]
- 1864: Richard Carrington (für seine Arbeit über Sonnenflecken)[48]
- 1865: Warren De La Rue[49]
- 1866: Thomas Maclear
- 1867: Giovanni Schiaparelli[3]
- 1868: Jules Janssen[3]
- 1869: James Craig Watson[3]
- 1870: William Huggins[50][51][3]
- 1871: Alphonse Louis Nicolas Borrelly[3]
- 1872: Paul und Prosper Henry[3]
- 1873: Jérôme Eugène Coggia[3]
- 1874: Amédée Mouchez, Jean Jacques Anatole Bouquet de La Grye, Georges-Ernest Fleuriais, Charles André, Héraud, Félix Tisserand[3]
- 1875: Henri Joseph Perrotin[3]
- 1876: Johann Palisa[3]
- 1877: Asaph Hall[3]
- 1878: Stanislas-Étienne Meunier[3]
- 1879: Christian Heinrich Friedrich Peters[3]
- 1880: Ormond Stone[3]
- 1881: Lewis Swift[52]
- 1882: Cyrille Souillart[52]
- 1883: Guillaume Bigourdan[52]
- 1885: Louis Thollon[52]
- 1887: Nils Christofer Dunér[52]
- 1888: Joseph Bossert[52]
- 1889: François Gonnessiat[52]
- 1890: Giovanni Schiaparelli[52]
- 1891: Guillaume Bigourdan[52]
- 1892: Edward Barnard[52]
- 1893: Lipót Schulhof[52]
- 1894: Stéphane Javelle[52]
- 1895: Maurice Hamy[52]
- 1896: Pierre Puiseux[52]
- 1897: Charles Dillon Perrine[52]
- 1898: Seth Carlo Chandler[52]
- 1899: William Robert Brooks[52]
- 1900: Michel Giacobini[52]
- 1901: John Macon Thome[52]
- 1902: Charles Trépied[52]
- 1903: William Wallace Campbell[52]
- 1904: Sherburne Wesley Burnham[52]
- 1905: William Henry Pickering[52]
- 1906: Robert Grant Aitken, William Hussey[52]
- 1907: Thomas Crompton Lewis[52]
- 1908: William Lewis Elkin, Frederick L. Chase, Mason F. Smith[52]
- 1909: Alphonse Borrelly[52]
- 1910: Philip Herbert Cowell, Andrew Crommelin[52]
- 1911: Lewis Boss[53]
- 1912: Hermann Kobold, Carl Wilhelm Wirtz[52]
- 1913: Jean Bosler[52]
- 1914: Joseph-Noël Guillaume[52]
- 1915: Lucien d’Azambuja[52]
- 1916: Jérôme-Eugène Coggia
- 1917: Robert Jonckheere
- 1918: Aristarch Apollonowitsch Belopolski[54]
- 1919: Vesto Slipher
- 1920: Lipót Schulhof
- 1921: Paul Henri Stroobant[55]
- 1922: Henry Norris Russell
- 1924: Jules Baillaud
- 1925: Georges Fournier
- 1927: Vincent Nechville[56]
- 1928: Bernard Ferdinand Lyot[57]
- 1929: Alexandre Veronnet[58]
- 1930: Nicolas Stoyko
- 1931: Irénée Lagarde[59]
- 1932: Abel Porteau[60]
- 1934: Daniel Barbier[61]
- 1935: Lucien d'Azambuja
- 1936: Louis Boyer[62]
- 1937: Michel Giacobini (für seine Arbeiten zur Stellarastronomie und seine zahlreichen Kometenentdeckungen)[63]
- 1938 André Lallemand
- 1939 Marguerite Laugier[64]
- 1940: Charles Bertaud[65]
- 1941: Henri Grenat[66]
- 1942: Henri Camichel[67]
- 1943: Alexandre Schaumasse[68]
- 1944: nicht verliehen[69]
- 1945: Henry Berthomieu[70][71]
- 1946–1947: nicht verliehen[72][73]
- 1948: Maxime Nicolini[74]
- 1949:  nicht verliehen[75]
- 1950: Charles Fehrenbach[76]
- 1951–1959:  nicht verliehen[77][78][79][80][81][82][83][84][85]
- 1960: Marie Bloch[86][87]
- 1961–1965: nicht verliehen[88][89][90][91][92]
- 1968–1969: nicht verliehen[93][94]
- 1970: Jean Jung[95]